# 十二芒星
十二芒星（じゅうにぼうせい、英語：dodecagram　ドデカグラム）は、12個の頂点を持つ星型多角形。シュレーフリ記号は{12/5}である。正十二芒星は{12/1}で表される正十二角形と同じ頂点の配置を持つ。

## 等角の変形
正十二芒星は、準切頂(quasitruncated)六角形として見なすことができ、t{6/5}={12/5}である。等間隔の頂点を持つ他の等角（頂点推移）の変形例は、2つの辺長で構成することができる。
| t{6} |  |  | t{6/5}={12/5} |

## 組み合わせによる十二芒星
4つの正十二芒星の星形がある。{12/2}=2{6}, {12/3}=3{4}, {12/4}=4{3}, {12/6}=6{2}。1番目は2つの六角形を組み合わせたもの、2番目は3つの正方形を組み合わせたもの、3番目は4つの三角形を組み合わせたもの、4番目は6つの直線状の二角形を組み合わせたものである。最後から2番目は2つの六芒星、最後は3つの四芒星を組み合わせたものと考えることもできる。
| 2{6} | 3{4} | 4{3} | 6{2} |

## 完全グラフ
十二角形と十二芒星（6つの二角形（線分）の退化した組み合わせを含む）を全て重ね合わせると完全グラフK12が生成される。
|  | 黒: 12個の頂点（節点） 赤: {12} 正十二角形 緑: {12/2}=2{6} 2つの六角形 青: {12/3}=3{4} 3つの正方形 シアン: {12/4}=4{3} 4つの三角形 マゼンタ: {12/5} 正十二芒星 黄: {12/6}=6{2} 6つの二角形 |

## 多面体の正十二芒星
十二芒星は、一様多面体に組み込むこともできる。以下は正十二芒星を含む柱状一様多面体である（他に十二芒星を含む一様多面体はない）。

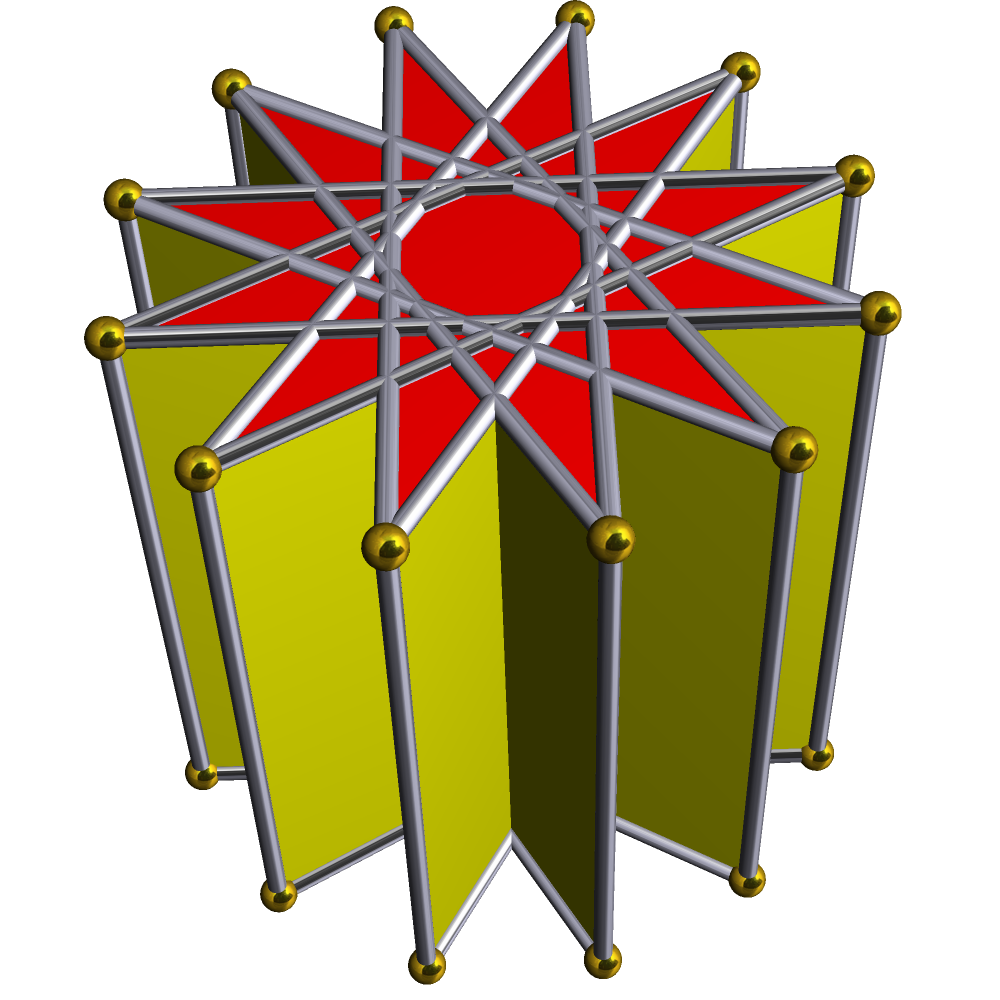
十二芒星柱
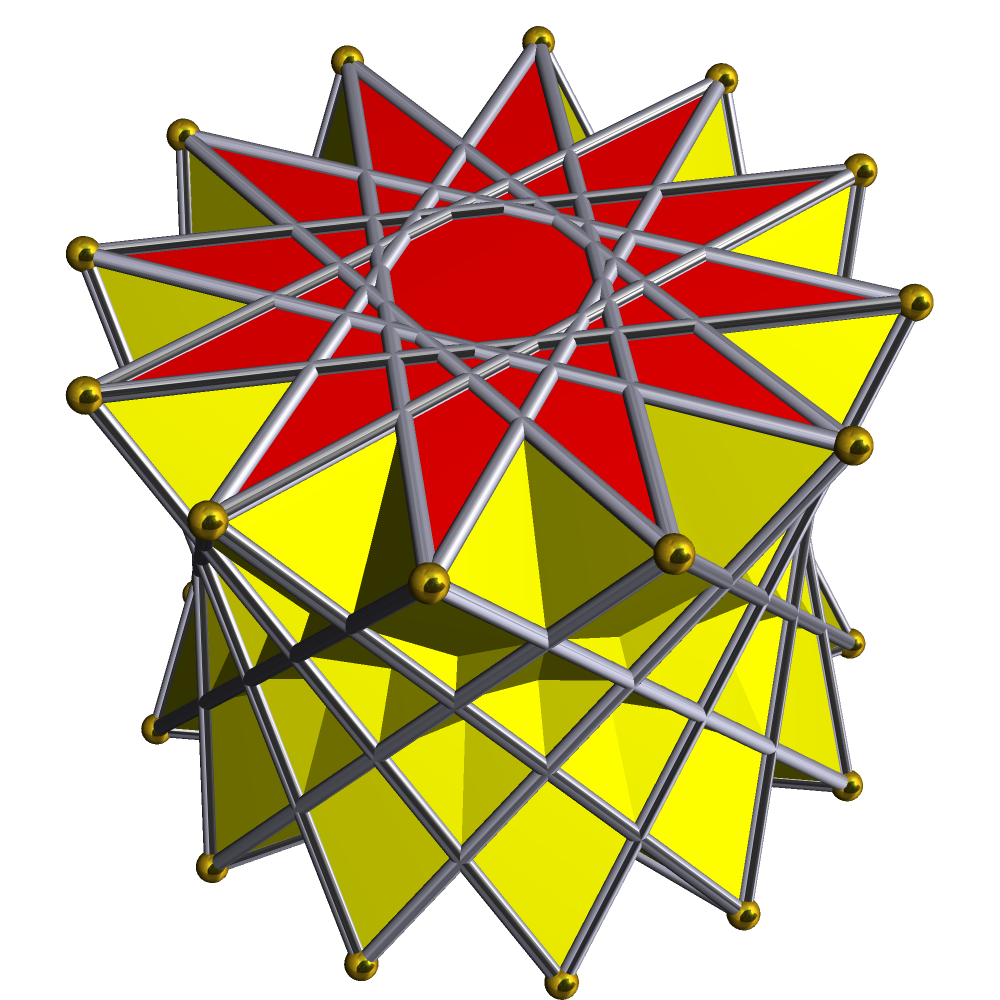
十二芒星反角柱
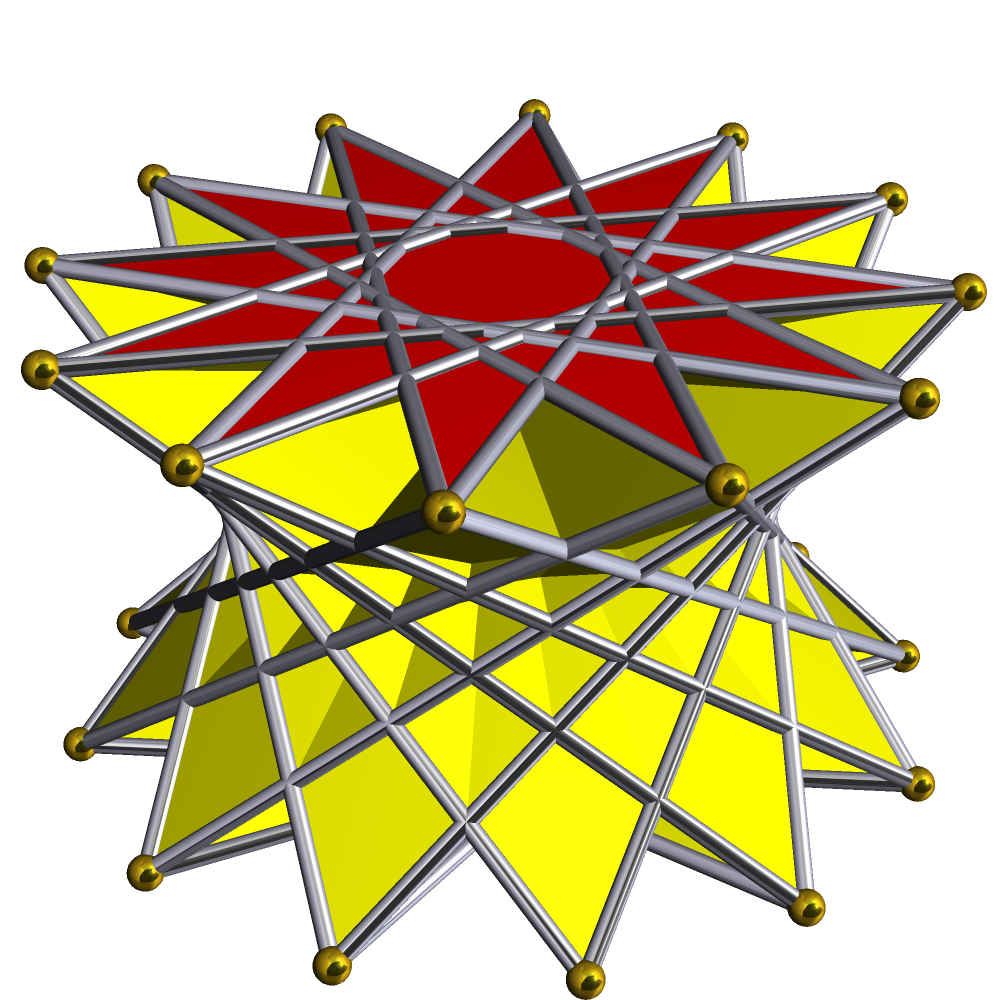
十二芒星交差反角柱

ユークリッド平面のスター・テッセレーションに組み込むこともできる。

## 象徴としての十二芒星

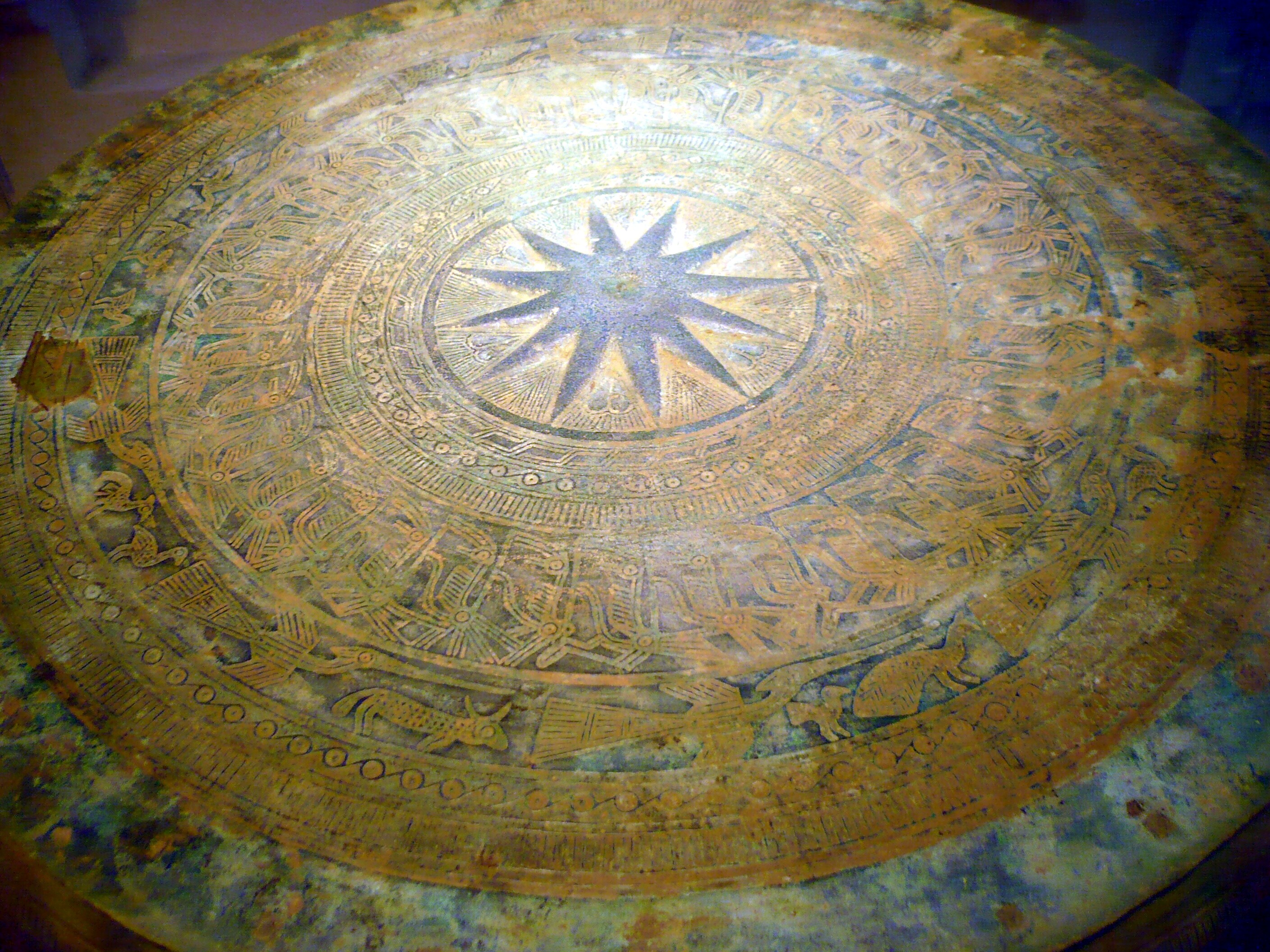
12個の点を持つ星は、古代ベトナムのドンソンドラムの際立った特徴である。

十二芒星もしくは12個の点を持つ星は次に示す象徴で使用されている。
- the twelve tribes of Israel, in Judaism
- the twelve disciples, in Christianity
- the twelve olympians, in Hellenic Polytheism
- the twelve signs of the zodiac
- the International Order of Twelve Knights and Daughters of Tabor, an African-American fraternal group
- the fictional secret society Manus Sancti, in the Knights of Manus Sancti series by Bryn Donovan